# (9020) Eucryphia
(9020) Eucryphia est un astéroïde de la ceinture principale.

## Description
(9020) Eucryphia est un astéroïde de la ceinture principale. Il fut découvert le 19 septembre 1987 à Smolyan par Eric Walter Elst. Il présente une orbite caractérisée par un demi-grand axe de 2,57 UA, une excentricité de 0,17 et une inclinaison de 6,8° par rapport à l'écliptique.

## Compléments